# Carlo Emilio di Brandeburgo
Carlo Emilio di Hohenzollern (Berlino, 16 febbraio 1655 – Strasburgo, 7 dicembre 1674) fu un principe del Brandeburgo.

## Biografia
Era figlio di Federico Guglielmo I di Brandeburgo, Principe elettore del Brandeburgo e duca di Prussia, e della prima moglie Luisa Enrichetta d'Orange.
Dopo un'attesa di sei anni dalla nascita del primo figlio Guglielmo Enrico, nato nel 1648 e morto nel 1649, il duca ebbe nel 1655 dalla moglie Luisa Enrichetta il sospirato erede maschio.
Carlo Emilio venne subito avviato alla carriera militare e a diciannove anni partecipò alla Guerra d'Olanda, andando a combattere in Alsazia contro la Francia. A capo dell'esercito tedesco era Federico Guglielmo. La battaglia venne vinta dai francesi che colsero il nemico di sorpresa: i francesi attaccarono d'inverno, quando abitualmente le ostilità tra le fazioni in lotta finivano in attesa di un clima più mite che permettesse un migliore spostamento di truppe e armamenti.
L'umidità e il freddo autunnale provocarono molte vittime nell'esercito del principe, rimasto senza rifornimenti a causa dell'acqua fangosa che rendeva impraticabili le strade.
Carlo Emilio, come riporta nel suo diario Dietrich Chamberlain, si distinse nel prestare aiuto ai malati e ai feriti nei combattimenti. A fine novembre però si ammalò di dissenteria e venne condotto a Strasburgo per ricevere migliori cure. Dopo alcuni giorni di febbre alta morì il 7 dicembre 1674.

## Ascendenza
|                                            |                      |                                       | Genitori                            |  |  | Nonni |  |  | Bisnonni                           |  |  | Trisnonni                              |  |
|                                            |                      |                                       |                                     |  |  |       |  |  | Giovanni Sigismondo di Brandeburgo |  |  | Gioacchino III Federico di Brandeburgo |  |
|                                            |                      |                                       |                                     |  |  |       |  |  | Giovanni Sigismondo di Brandeburgo |  |  | Gioacchino III Federico di Brandeburgo |  |
|                                            |                      | Caterina di Brandeburgo-Küstrin       |                                     |  |  |       |  |  | Giovanni Sigismondo di Brandeburgo |  |  |                                        |  |
| Giorgio Guglielmo di Brandeburgo           |                      |                                       |                                     |  |  |       |  |  | Giovanni Sigismondo di Brandeburgo |  |  |                                        |  |
|                                            |                      | Anna di Prussia                       | Alberto Federico di Prussia         |  |  |       |  |  |                                    |  |  |                                        |  |
|                                            |                      | Anna di Prussia                       | Alberto Federico di Prussia         |  |  |       |  |  |                                    |  |  |                                        |  |
|                                            |                      | Anna di Prussia                       | Maria Eleonora di Jülich-Kleve-Berg |  |  |       |  |  |                                    |  |  |                                        |  |
| Federico Guglielmo I di Brandeburgo        |                      | Anna di Prussia                       |                                     |  |  |       |  |  |                                    |  |  |                                        |  |
|                                            |                      | Federico IV Elettore Palatino         | Ludovico VI del Palatinato          |  |  |       |  |  |                                    |  |  |                                        |  |
|                                            |                      | Federico IV Elettore Palatino         | Ludovico VI del Palatinato          |  |  |       |  |  |                                    |  |  |                                        |  |
|                                            |                      | Federico IV Elettore Palatino         | Elisabetta d'Assia                  |  |  |       |  |  |                                    |  |  |                                        |  |
| Elisabetta Carlotta di Wittelsbach-Simmern |                      | Federico IV Elettore Palatino         |                                     |  |  |       |  |  |                                    |  |  |                                        |  |
|                                            |                      | Luisa Giuliana di Nassau              | Guglielmo I d'Orange                |  |  |       |  |  |                                    |  |  |                                        |  |
|                                            |                      | Luisa Giuliana di Nassau              | Guglielmo I d'Orange                |  |  |       |  |  |                                    |  |  |                                        |  |
|                                            |                      | Luisa Giuliana di Nassau              | Carlotta di Borbone-Montpensier     |  |  |       |  |  |                                    |  |  |                                        |  |
| Carlo Emilio di Brandeburgo                |                      | Luisa Giuliana di Nassau              |                                     |  |  |       |  |  |                                    |  |  |                                        |  |
|                                            | Guglielmo I d'Orange | Guglielmo I di Nassau-Dillenburg      |                                     |  |  |       |  |  |                                    |  |  |                                        |  |
|                                            | Guglielmo I d'Orange | Guglielmo I di Nassau-Dillenburg      |                                     |  |  |       |  |  |                                    |  |  |                                        |  |
|                                            | Guglielmo I d'Orange | Giuliana di Stolberg-Werningerode     |                                     |  |  |       |  |  |                                    |  |  |                                        |  |
| Federico Enrico d'Orange                   | Guglielmo I d'Orange |                                       |                                     |  |  |       |  |  |                                    |  |  |                                        |  |
|                                            |                      | Louise de Coligny                     | Gaspard II de Coligny               |  |  |       |  |  |                                    |  |  |                                        |  |
|                                            |                      | Louise de Coligny                     | Gaspard II de Coligny               |  |  |       |  |  |                                    |  |  |                                        |  |
|                                            |                      | Louise de Coligny                     | Charlotte de Laval                  |  |  |       |  |  |                                    |  |  |                                        |  |
| Luisa Enrichetta d'Orange                  |                      | Louise de Coligny                     |                                     |  |  |       |  |  |                                    |  |  |                                        |  |
|                                            |                      | Giovanni Alberto I di Solms-Braunfels | Corrado di Solms-Braunfels          |  |  |       |  |  |                                    |  |  |                                        |  |
|                                            |                      | Giovanni Alberto I di Solms-Braunfels | Corrado di Solms-Braunfels          |  |  |       |  |  |                                    |  |  |                                        |  |
|                                            |                      | Giovanni Alberto I di Solms-Braunfels | Elisabetta di Nassau-Dillenburg     |  |  |       |  |  |                                    |  |  |                                        |  |
| Amalia di Solms-Braunfels                  |                      | Giovanni Alberto I di Solms-Braunfels |                                     |  |  |       |  |  |                                    |  |  |                                        |  |
|                                            |                      | Agnese di Sayn-Wittgenstein           | Ludovico I di Sayn-Wittgenstein     |  |  |       |  |  |                                    |  |  |                                        |  |
|                                            |                      | Agnese di Sayn-Wittgenstein           | Ludovico I di Sayn-Wittgenstein     |  |  |       |  |  |                                    |  |  |                                        |  |
|                                            |                      | Agnese di Sayn-Wittgenstein           | Anna di Solms-Braunfels             |  |  |       |  |  |                                    |  |  |                                        |  |
|                                            |                      | Agnese di Sayn-Wittgenstein           |                                     |  |  |       |  |  |                                    |  |  |                                        |  |